# Berberis concolor
Berberis concolor är en berberisväxtart som beskrevs av W.W. Smith. Berberis concolor ingår i släktet berberisar, och familjen berberisväxter. Inga underarter finns listade i Catalogue of Life.